# 프리징 (컴퓨팅)
프리징(freezing) 또는 응답 없음은 컴퓨터 환경에서 하나의 컴퓨터 프로그램나 시스템 전체가 입력에 대한 응답을 중단할 때 일어난다. 행(hang)이라고도 한다. 가장 흔히 마주치는 상황을 하나 예로 들면 그래픽 사용자 인터페이스를 갖춘 워크스테이션이 있다. 여기서 멈춰버린 프로그램에 속한 모든 창이 움직이지 않지만 마우스 커서는 화면에서 움직일 수 있지만 키보드 입력이나 마우스 클릭을 통해서 프로그램의 창에 어떠한 영향도 줄 수 없다.
마이크로소프트 윈도우 2000, XP, 비스타, 7 및 애플의 맥 OS X, 리눅스와 같은 운영 체제들은 프리징 현상이 나타나면 스케줄러가 다른 그룹의 상호 독립적인 태스크로 전환하여 프로세스가 프리징에 걸리지 않게 한다.

## 같이 보기
- 중단 (컴퓨팅)
- 죽음의 파란 화면
- 충돌 (컴퓨팅)